# Samtgemeinde Boldecker Land
Die Samtgemeinde Boldecker Land ist eine Samtgemeinde im niedersächsischen Landkreis Gifhorn.

## Geografie

### Geografische Lage
Die Samtgemeinde Boldecker Land liegt zwischen dem Harz und der Heide und schließt sich nördlich an die Stadt Wolfsburg an. Die heutige Samtgemeinde erstreckt sich über eine Fläche von 6.959 Hektar, wovon 11,3 % Siedlungs- und Verkehrsfläche sind. Städte in der näheren Umgebung sind Braunschweig, Gifhorn und Wolfsburg.

### Samtgemeindegliederung
Die Samtgemeinde umfasst die sechs Mitgliedsgemeinden Barwedel, Bokensdorf, Jembke, Tappenbeck, Osloß und Weyhausen.

## Demografische Daten
Nach dem Niedersächsischen Landesamt für Statistik wohnten 2005 in der Samtgemeinde Boldecker Land 9.833 Menschen in 2.931 Gebäuden mit insgesamt 3.905 Wohnungen bei einer durchschnittlichen Wohnfläche von 44,3 Quadratmeter je Person. Seit Gründung der Samtgemeinde wuchs die Einwohnerzahl bis dahin beständig, sowohl durch eine positive natürliche Bevölkerungsentwicklung als auch durch ein positives Wanderungssaldo. 20,40 % der Bevölkerung waren 2005 unter 18 Jahre alt, 6,7 % zwischen 18 und 25, 31,7 % zwischen 25 und 45, 26,2 % zwischen 45 und 64, und 15,1 % waren 65 Jahre alt oder älter. Die Arbeitslosenquote lag bei durchschnittlich 5,1 % (Männer: 3,4 %, Frauen: 7,6 %). 3.612 Menschen pendeln regelmäßig aus der Samtgemeinde heraus, 1.099 herein.
Bis Mitte 2013 sank die Einwohnerzahl auf unter 9600. Bis 2017 stieg sie auf über 10.000. Am 31. Dezember 2024 lag die Einwohnerzahl bei 10.833.

## Geschichte
Das Boldecker Land (Boldeckerland) war ein historisches Territorium, das aus dem Kirchspiel Jembke und einigen umliegenden Ortschaften bestand. 1517 fiel die Gerichtsbarkeit im Tausch an die Herren von Bartensleben, die damals Besitzer von Schloss Wolfsburg waren. Mit der Aufhebung der Patrimonialgerichtsbarkeit wurde es 1848 in das Amt Fallersleben und 1885 in den Landkreis Gifhorn eingegliedert.
Auf Grund des „Gesetzes zur Neugliederung der Gemeinden im Raum Wolfsburg“ schlossen sich am 1. Juli 1972 die Gemeinden Barwedel, Bokensdorf, Jembke, Osloß, Tappenbeck und Weyhausen freiwillig zur Samtgemeinde Boldecker Land zusammen.

## Politik

### Samtgemeinderat
Der Samtgemeinderat Boldecker Land besteht aus 20 Ratsfrauen und Ratsherren. Dies ist die festgelegte Anzahl für eine Gemeinde mit einer Einwohnerzahl zwischen 7.001 und 8.000 Einwohnern. Die Ratsmitglieder werden durch eine Kommunalwahl für jeweils fünf Jahre gewählt. Neben den 20 in der Samtgemeindewahl gewählten Mitgliedern ist außerdem der hauptamtliche Bürgermeister im Rat stimmberechtigt.
Aus dem Ergebnis der Kommunalwahl 2021 ergab sich folgende Sitzverteilung:
| Samtgemeinderat 2021Insgesamt 20 Sitze - SPD: 6 - Grüne: 2 - TEAM: 1 - WBL: 5 - WGW: 1 - CDU: 4 - AfD: 1 |

### Samtgemeindebürgermeister
In das Amt des Samtgemeindebürgermeisters wurde am 1. Dezember 2024 der bisherige Erste Samtgemeinderat Patrick Rymas gewählt. Am 3. Dezember 2024 wurde er vom Samtgemeinderat bestätigt und am 19. Dezember 2024 vereidigt.

### Wappen
Blasonierung: „In Blau über einem silbernen Wellenbalken und Wellenfaden im Schildfuß liegend sechs freischwebende, jedoch einander berührende, nebeneinander angeordnete silberne Rauten.“

### Flagge
Die Samtgemeindeflagge zeigt an der Ober- und Unterkante je einen gleich breiten Querstreifen in der Farbe Blau, in der Mitte einen breiteren Querstreifen in der Farbe Silber (Weiß); in der Mitte des silbernen (weißen) Querstreifens befindet sich das Samtgemeindewappen.

## Kultur und Sehenswürdigkeiten
- Siehe auch: Liste der Bodendenkmale in der Samtgemeinde Boldecker Land